# 太子殿站
太子殿站位于中华人民共和国江西省南昌市南昌县紫阳大道与创新大道交叉口，是南昌地铁1号线的地铁车站，车站于2015年12月26日和1号线一同启用。

## 车站结构
站厅在地下一层，站台在地下二层为岛式站台。太子殿站主体部分基坑长222.6m，标准段基坑宽度为19.0m，扩大段基坑宽度为23.1m。站台中心处基坑开挖深度约为16.01m，两侧端头井基坑开挖深度约为17.61m，车站设计采用明挖顺筑法施工。
车站面积为11031.51㎡，深度12.91m，占地面积约约15.57亩。

### 楼层
| 1层  | 地面               | 出入口                         |  |  |
| -1层 | 站厅               | 自动售票机、客服中心           |  |  |
| -2层 |                    | █ 1号线 往昌北机场（艾溪湖东） |  |  |
|      | 岛式站台，左侧开门 |                                |  |  |
|      |                    | █ 1号线 往麻丘（奥体中心）     |  |  |

### 出入口
本站共开放4个出入口。
| 编号                   | 指示         | 图片 | 建议前往的目的地                                   |
| ---------------------- | ------------ | ---- | -------------------------------------------------- |
| 出口 · 1L              | 紫阳大道南侧 |      | 长隆路、杨家村                                     |
| 出口 · 2L · 升降机标志 | 紫阳大道北侧 |      | 紫晶国际广场、江西地质局水文地址大队、江西科技学院 |
| 出口 · 3L              | 紫阳大道北侧 |      | 创新大道                                           |
| 出口 · 4L              | 紫阳大道南侧 |      | 创新大道、昌东花园、忠义路                         |
| 註： 設有              |              |      |                                                    |

## 历史
- 2009年6月2日《南昌市轨道交通1号线一期工程环境影响报告书（简本）》中本站名为尤氨公路站位于紫阳大道与尤氨公路交叉口[8][9]。
- 2010年8月30日的1号线一期24个站点暂用名定为尤氨公路站[2]。
- 2010年12月15日确定将改为太子殿站[10]。
- 2015年12月26日随1号线一期一同启用。